# Чемпионат Латвии по мини-футболу 2023/2024
Чемпиона́т Вы́сшей ли́ги Ла́твии по ми́ни-футбо́лу 2023/2024 (латыш. 2023.—2024. gada Virslīgas telpu futbola čempionāts) — 27-й розыгрыш чемпионата Латвии по мини-футболу, который проходил с 23 сентября 2023 года по 23 мая 2024 года.

## Турнирная таблица
| М | Команда                | И  | В  | Н | П  | Мячи     | ±    | О  |
| - | ---------------------- | -- | -- | - | -- | -------- | ---- | -- |
| 1 | Рига                   | 16 | 16 | 0 | 0  | 151 − 28 | +123 | 48 |
| 2 | RFS Futsal (Рига)      | 16 | 14 | 0 | 2  | 130 − 30 | +100 | 42 |
| 3 | Саласпилс              | 16 | 8  | 3 | 5  | 60 − 46  | +14  | 27 |
| 4 | Никерс (Кулдига)       | 16 | 8  | 3 | 5  | 68 − 80  | −12  | 27 |
| 5 | Ница/OtankiMill        | 16 | 7  | 1 | 8  | 53 − 58  | −5   | 22 |
| 6 | Екабпилс луши/Ошукалнс | 16 | 6  | 2 | 8  | 40 − 63  | −23  | 20 |
| 7 | Salaspils academy      | 16 | 3  | 1 | 12 | 27 − 82  | −55  | 10 |
| 8 | РАБА/Academy (Рига)    | 16 | 2  | 3 | 11 | 35 − 83  | −48  | 9  |
| 9 | Мадона                 | 16 | 1  | 1 | 14 | 22 − 116 | −94  | 4  |

И — игры, В — выигрыши, Н — ничьи, П — проигрыши, Мячи — забитые и пропущенные голы, ± — разница голов, О — очки

- «Саласпилс» опережает «Никерс» по результатам личных встреч (6:0 и 4:4).

## Плей-офф

### Четвертьфинал
| Пара | Команда    | Счёт | Команда                | 1-я игра | 2-я игра | 3-я игра    |
| ---- | ---------- | ---- | ---------------------- | -------- | -------- | ----------- |
| 1    | Рига       | 2—0  | РАБА/Academy           | 16:0     | 12:0     | —           |
| 2    | RFS Futsal | 2—0  | Salaspils academy      | 10:1     | 13:0     | —           |
| 3    | Саласпилс  | 1—2  | Екабпилс луши/Ошукалнс | 3:0      | 1:2      | 3:5 (д. в.) |
| 4    | Никерс     | 2—0  | Ница/OtankiMill        | 5:1      | 2:1      | —           |

### Полуфинал
| Пара | Команда    | Счёт | Команда                | 1-я игра | 2-я игра | 3-я игра |
| ---- | ---------- | ---- | ---------------------- | -------- | -------- | -------- |
| 1    | Рига       | 3—0  | Екабпилс луши/Ошукалнс | 6:2      | 9:1      | 11:1     |
| 2    | RFS Futsal | 3—0  | Никерс                 | 9:2      | 10:3     | 9:1      |

### За 3-е место
|   | Команда | Счёт | Команда                | 1-я игра | 2-я игра |
| - | ------- | ---- | ---------------------- | -------- | -------- |
| 3 | Никерс  | 2—0  | Екабпилс луши/Ошукалнс | 10:3     | 4:2      |

### Финал
|   | Команда | Счёт | Команда    | 1-я игра     | 2-я игра | 3-я игра | 4-я игра |
| - | ------- | ---- | ---------- | ------------ | -------- | -------- | -------- |
| 1 | Рига    | 3—1  | RFS Futsal | 3:3 (п. 2:4) | 2:0      | 6:2      | 3:1      |